# Tom Grennan
Pour l’article homonyme, voir Grennan.
Tom Grennan (né le 8 juin 1995 à Bedford au Royaume-Uni) est un auteur-compositeur-interprète britannique. En 2018, il sort son premier album Lighting Matches sur le label l'Insanity/Columbia de la major Sony. Ensuite, il sort Something Better .

## Biographie
Tom Grennan nait le 8 juin 1995 à Bedford. D'origine irlandaise et anglaise, son père est un constructeur et sa mère est enseignante. 
À 18 ans, il est victime d'une agression qui lui brise la mâchoire ; il porte quatre plaques de métal et des vis,. Il s'est entrainé pour devenir joueur professionnel de football. Il a joué pour Luton Town, Northampton Town, Aston Villa et Stevenage.
Il participe en 2017 au BBC Sound of....
Grennan fait un caméo dans le clip de la chanson Boys de la chanteuse Charli XCX.
Sa chanson Found What I've Been Looking For est sélectionnée pour figurer sur la bande son du jeu FIFA 18.
En juillet 2018, Tom Grennan sort son premier album studio Lighting Matches.

## Discographie

### Albums studio
- 2018 : Lighting Matches
- 2021 : Evering Road
- 2023 : What Ifs & Maybes
- 2025 : Everywhere I Went, Led Me To Where I Didn’t Want To Be

### EP
- 2016 : Something in the Water EP
- 2017 : Release the Brakes EP
- 2017 : Found What I've Been Looking For EP

### Singles
- 2016 : Something in the Water
- 2017 : Praying
- 2017 : Found What I've Been Looking For
- 2017 : Royal Highness
- 2017 : I Might
- 2018 : Wishing on a Star
- 2018 : Sober
- 2018 : Barbed Wire
- 2018 : Quelque chose de toi (en duo avec Naya)
- 2020 : This is the Place
- 2020 : Amen
- 2021 : Little Bit of Love
- 2022 : Remind me